# Brauerei Martens

Ein Fässchen Maternus Pils, welches bei Aldi angeboten wurde

Die Brauerei Martens ist eine belgische Brauerei.
Das Unternehmen mit Sitz in Bocholt (Belgien) produziert jährlich 1,5 Millionen Hektoliter Bier. In Deutschland ist Martens als Lieferant von Bier in PET-Flaschen für Aldi bekannt. Der Export ist für die Brauerei ein wichtiges Standbein, nach eigenen Angaben werden 85 Prozent des produzierten Bieres im Ausland verkauft.

## Marken

### Eigenmarken
- Martens Pils
- Sezoens
- Kristoffel Weißbier
- Kristoffel Hell
- Kristoffel Dunkel
- Damburger Export (wird in China über die Walmart-Kette vertrieben)
- 1758

### Fremdmarken
- Maternus Pils
- Maternus Gold
- Maternus Green Lemon
- Maternus Lemon
- Mexicanos (Biermixgetränk mit Tequila)
- Karlsquell
- Limburgse Witte
- Luxus
- Opus
- Karlskrone Premium Pils
- Karlskrone Gold
- Karlskrone Premium Altbier
- Schultenbräu Pilsener
- Argus Pils
- Steinburg Clásica (Spanien)[1]